# Bencomia
Bencomia är ett släkte av rosväxter. Bencomia ingår i familjen rosväxter.
Kladogram enligt Catalogue of Life:
| Bencomia | \| \| Bencomia brachystachya \| \| \| \| \| \| Bencomia caudata \| \| \| \| \| \| Bencomia exstipulata \| \| \| \| \| \| Bencomia sphaerocarpa \| \| \| \| |
|          | \| \| Bencomia brachystachya \| \| \| \| \| \| Bencomia caudata \| \| \| \| \| \| Bencomia exstipulata \| \| \| \| \| \| Bencomia sphaerocarpa \| \| \| \| |
|          | Bencomia brachystachya |
|          | |
|          | Bencomia caudata |
|          | |
|          | Bencomia exstipulata |
|          | |
|          | Bencomia sphaerocarpa |
|          | |

## Bildgalleri

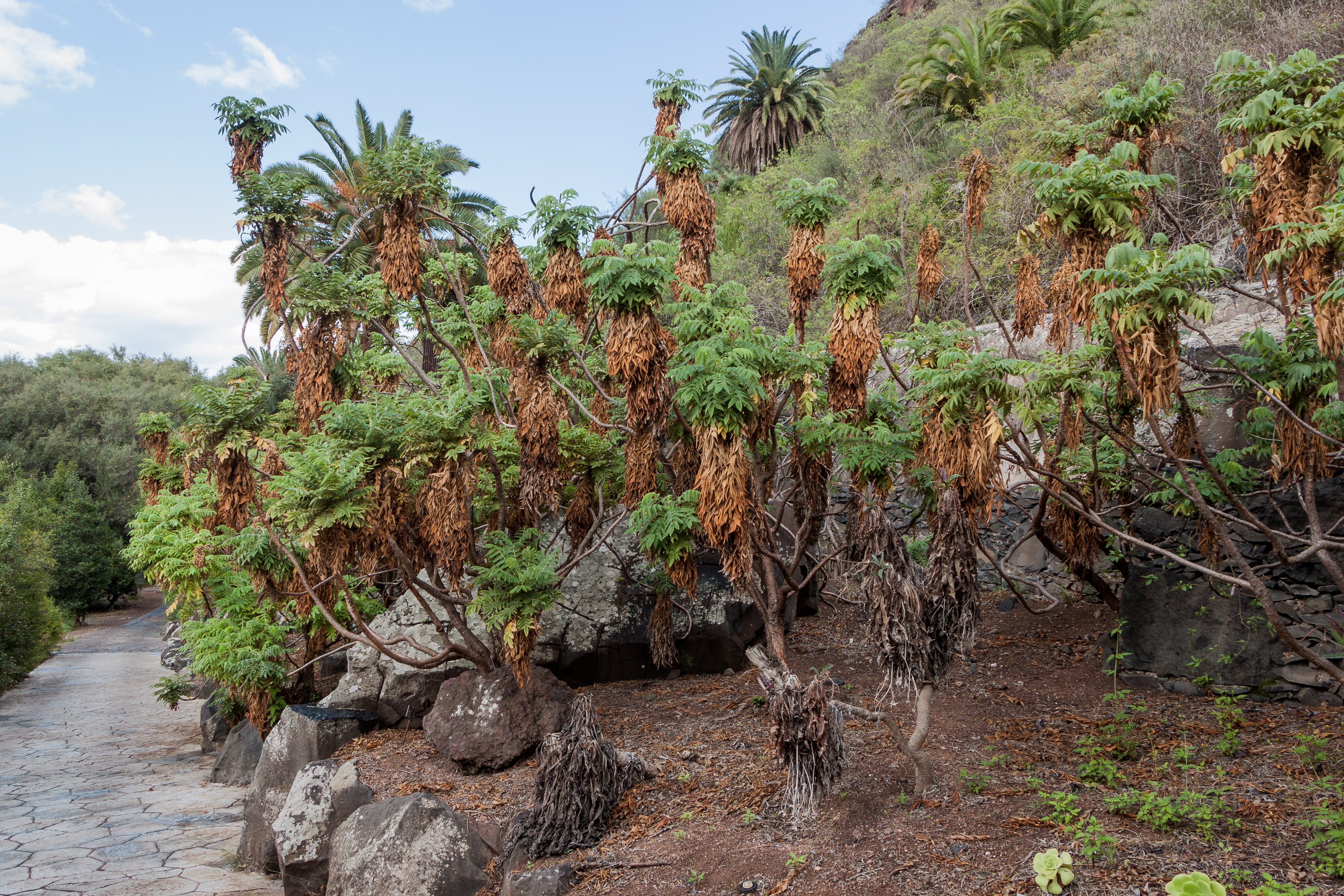
Bencomia sphaerocarpa

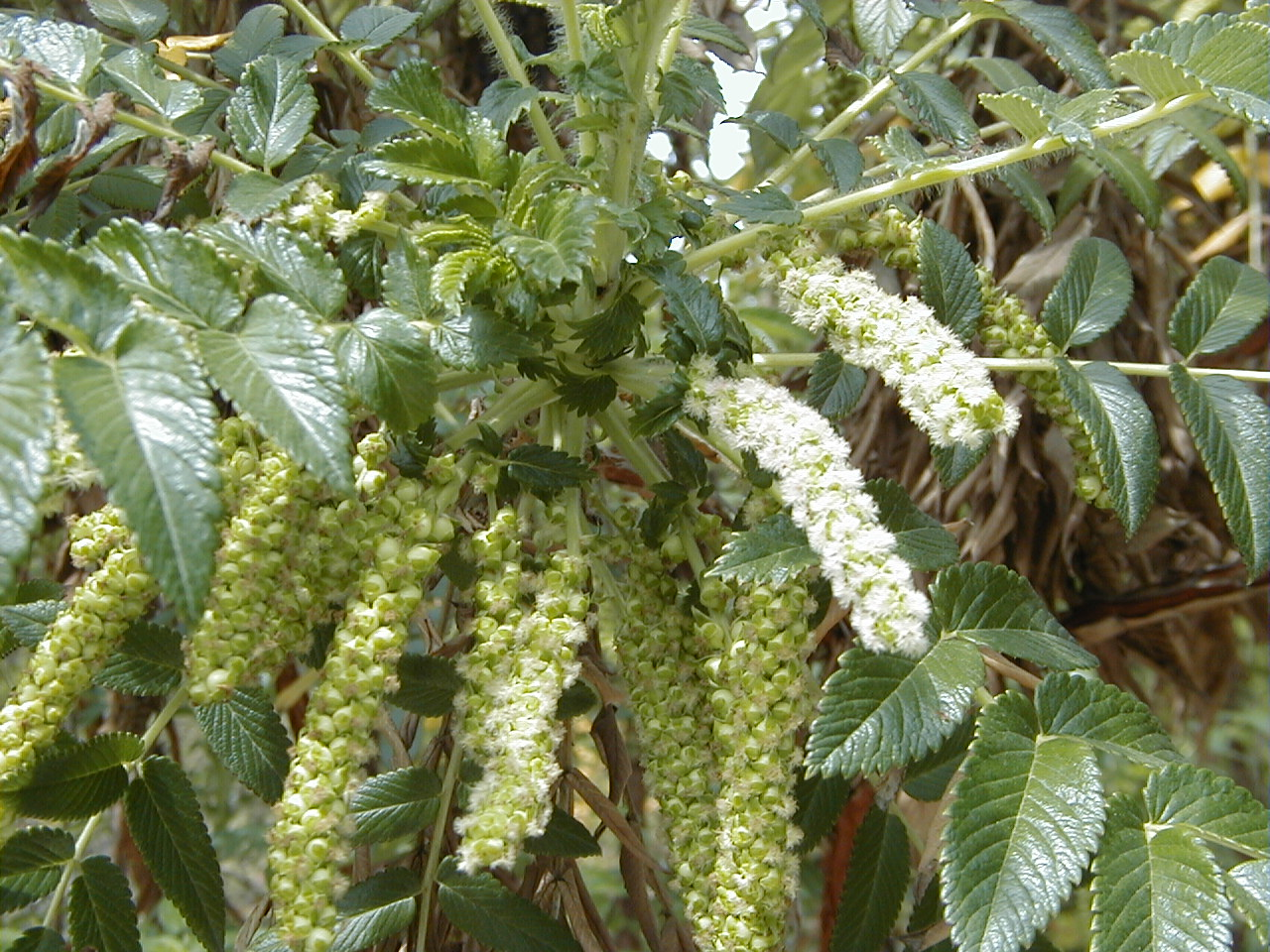